# Uzbekistans volleybollförbund
Uzbekistans volleybollförbund är idrottsförbundet för volleyboll i Uzbekistan. Det har sitt säte i Tashkent.
Förbundet är anslutet till AVC och FIVB. I landet fanns det 2022 närmare 50 000 volleybollspelare, 115 domare och 790 tränare. Förbundet har landslag både på dam- och herrsidan samt på juniornivå. De har även mästerskap både på dam- och herrsidan.